# Marie Brůčková
Marie Brůčková (9. února 1930 Humpolec – 9. ledna 2025) byla česká chemička, mikrobioložka a viroložka. Zabývala se respiračními viry a HIV a byla vedoucí Národní referenční laboratoře pro AIDS ve Státním zdravotním ústavu Praha. 
Dne 28. října 2001 byla oceněna medailí Za zásluhy II. třídy.

## Život
Narodila se v Humpolci a už během studií začala od roku 1949 pracovat jako laborantka ve Státním zdravotním ústavu. Po vystudování Přírodovědecké fakulty Univerzity Karlovy nadále pracovala ve SZÚ, ale už na pozici vědeckého pracovníka. Zabývala se streptokokovou epidemiologií spály, pertussí a parapertussí. Účastnila se také řešení epidemie Q-rickettsiózy v severozápadních Čechách. Jako první v Československu prokázala výskyt RS viru a zavedla do praxe jeho rychlou diagnostiku. Od roku 1974 do 1985 byla vedoucí Národní referenční laboratoře pro nechřipkové respirační viry.
V roce 1985 byla v SZÚ ustavena Národní referenční laboratoř pro AIDS. Vedoucím tohoto pracoviště byl jmenován doc. MUDr. Lubomír Syrůček. Začala zde pracovat a její doménou byly enzymové imunoeseje. Společně s kolegyní byly vyslány na stáže do Moskvy a Londýna, odkud přivezla do Prahy virus jako infikovanou tkáňovou kulturu. Po odchodu Lubomíra Syrůčka do důchodu se v roce 1987 stala vedoucí Národní referenční laboratoře pro AIDS/HIV. Zkoumání této nemoci nebylo v socialistickém Československu na dobré úrovni, jelikož pohlavní nemoci se podle tehdejší komunistické ideologie neslučovaly s morálkou socialistického člověka. Když například poskytla některá čísla Radkovi Johnovi pro tisk, obdržela od ministerstva zdravotnictví důtku ministerskou. To ale pro ni prakticky nic neznamenalo a dále pokračovala ve své práci. Během vedení laboratoře se jí povedlo propojit diagnostickou, klinickou, epidemiologickou, legislativní i preventivní péči. Dbala na účast v mezinárodních aktivitách. Reprezentovala Česko ve vedení Evropské společnosti pro klinickou virologii a významně se podílela také na tvorbě evropského monitorovacího systému EuroHIV, kde pracovala v řídicím výboru. Napsala řadu odborných knih a věnovala se prevenci HIV.
Za svou práci byla u příležitosti oslav výročí vzniku Československa 28. října 2001 vyznamenána prezidentem Václavem Havlem medailí Za zásluhy II. třídy. Také obdržela Čestnou medaili ČLS JEP, nejvyšší vyznamenání České lékařské společnosti Jana Evangelisty Purkyně.
Kvůli svému vysokému věku ukončila v roce 2009 svou práci. Zemřela 9. ledna 2025 ve věku 94 let.

## Ocenění
- Medaile Za zásluhy (2001), za celoživotní přínos v oblasti vědy a školství
- Zlatá pamětní medaile ČLS JEP za celoživotní přínos